# والتر سینوت-آرمسترانگ
والتر سینوت-آرمسترانگ (انگلیسی: Walter Sinnott-Armstrong؛ زادهٔ ۱۹۵۵) فیلسوف آمریکایی متخصص در اخلاق، معرفت‌شناسی، عصب‌شناسی، فلسفه حقوق و فلسفه روان‌شناسی است. او استاد اخلاق عملی چانسی استیلمن در گروه فلسفه و مؤسسه اخلاق کنان در دانشگاه دوک است.